# コレクト (祈り)
コレクト（英語: collect）とはキリスト教のミサ・礼拝の冒頭で行われる、あらかじめ宗派ごとに決められた通常は短い祈りの言葉を指す。カトリックではミサの「集祷文」、プロテスタントの聖公会では礼拝の「特祷」、正教会では「コレクタ」と呼ばれている。

## 祈りの形式
コレクトは一般的に、次のような形式と内容で行われると言える。
- 呼びかける相手の名前。多くの場合「神よ」
- 呼びかける相手の特徴。
- 願い。
- 願いがなうと、こういう結果になる。
- 結語、多くの場合イエスの執り成しを願う。
- アーメン

コレクトは司式者（司祭／牧師）が行ない、ミサ／礼拝参加者はそれを聞き、「アーメン」だけを言う。

## 各派の特徴
西方教会では、コレクトはカトリック教会での祈り「オラショ・コレクタ」（ラテン語：oratio collecta＝集会の祈り）により始まっている。 「コレクタ」は集会を意味し，初期キリスト教では教会はそう多くないので、その日のミサあるいは祝祭が行われる指定教会に行く前に，信者がほかの場所に集合するときに唱えたので、「集会のための祈り」（oratio ad collectam ) ということに由来する。主として祈りと司祭の祝福とから構成されていたが、後にミサ文中に移し コレクタの名を保存したもの。同じ祈りがその日の聖務日課中にも繰り返し使用される。
プロテスタント保守派の聖公会、ルーテル教会などでは、カトリック教会のコレクトを受け継いで行なわれている。聖公会では、『聖公会祈祷書』（Book of Common Prayer）または『新聖公会祈祷書』（Common Worship）に「特祷と聖餐式後の祈り』（"Collects and Post Communions"）として、教会暦による各主日（日曜日）、祝日、聖人記念日毎に、現代語および伝統的な言葉で載せている。

## 参照項目
- ミサ
- 聖公会祈祷書
- 奉神礼
- 改訂共通聖書日課